# Gabriel Daniel
Gabriel Daniel (Rouen, 8 febbraio 1649 – Parigi, 23 giugno 1728) è stato uno storico e gesuita francese.

## Biografia e opere
Nato a Rouen, venne educato dai gesuiti, è entrato nell'ordine all'età di 18 anni e divenne superiore a Parigi.
Meglio conosciuto per la sua opera Histoire de France depuis l'établissement de la monarchie française (prima edizione completa, 1713), ripubblicata nel 1720, 1721, 1725, 1742 e (l'ultima edizione con note di Henri Griffet) 1755 -1760. Daniel pubblicò un riassunto nel 1724 (traduzione inglese, 1726), ed un altro nel 1751.
Sebbene fosse pieni di pregiudizi che pregiudicano la sua precisione, Daniel ha avuto il vantaggio di consultare importanti fonti originali.
La sua Histoire de la milice française, ecc. (1721) è superiore alla sua Histoire de France. Daniel ha scritto anche una risposta alle lettere provinciali di Pascal, intitolate Entretiens de Cleanthe et d'Eudoxe sur les lettres provinciales (1694); due trattati sulla teoria di Cartesio sull'intelligenza degli animali inferiori e altre opere.